# Mubarak Marzouq
Mubarak Marzouq (1º gennaio 1961) è un ex calciatore kuwaitiano, di ruolo difensore.